# Erebia rossii
Erebia rossii är en fjärilsart som beskrevs av Curtis 1835. Erebia rossii ingår i släktet Erebia och familjen praktfjärilar. Inga underarter finns listade i Catalogue of Life.